# Impatiens perezii
Impatiens perezii är en balsaminväxtart som beskrevs av Teysm. och Friedrich Anton Wilhelm Miquel. Impatiens perezii ingår i släktet balsaminer, och familjen balsaminväxter. Inga underarter finns listade i Catalogue of Life.